# اچ‌ام‌اس سیریوس (۱۸۹۲)
اچ‌ام‌اس سیریوس (۱۸۹۲) (به انگلیسی: HMS Sirius (1892)) یک کشتی بود که طول آن ۳۰۰ فوت (۹۱٫۴ متر) بود. این کشتی در سال ۱۸۹۰ ساخته شد.